# Гађење
Гађење или одвратност је непријатан осећај који настаје као реакција организма на покварену, неукусну и лоше припремљену храну, као и на ствари и појаве које особа доживљава као прљаве, смрдљиве, ружне итд. Гађење углавном настаје као реакција на утиске који се региструју чулом укуса, али и на утиске који се добијају посредством чула вида, мириса и додира. Манифестује се најчешће као мучнина, коју прате одбојност према објекту гађења и непријатност, а понекад може доћи и до повраћања. Гађење се јавља и на храну према којој постоје негативне предрасуде, а може да се јави и према свим врстама хране у случају мамурлука и појединих обољења мозга и кичмене мождине, туберкулозе итд. Гађење према храни се понекад јавља код трудница и деце код којих је исхрана једнолична, преобилна или неизбалансирана.
Гађење је једна од основних емоција у теорији емоција Роберта Плутчика и опширно ју је проучавао Пол Розин. Оно производи карактеристичан израз лица, један од шест универзалних израза емоција Пола Екмана. За разлику од емоција страха, беса и туге, гађење је повезано са смањењем откуцаја срца.

## Еволуциони значај
Верује се да је емоција гађења еволуирала као одговор на непријатну храну која може нанети штету организму. Уобичајени пример овога налазимо код људи који показују гађење на буђаво млеко или контаминирано месо. Сматра се да гађење изазивају предмети или људи који поседују атрибуте који означавају болест.
Самопроцене и студије понашања откриле су да изазивачи гађења укључују:
- производи тела (измет, урин, повраћање, сексуалне течности, пљувачка и слуз);
- храна (покварена храна);
- животиње (буве, крпељи, вашке, змије, бубашвабе, црви, муве, пауци и жабе);
- хигијена (видљива прљавштина и „неприкладни“ поступци [нпр. коришћење нестерилизованог хируршког инструмента]);
- повреде омотача тела (крв, усирена крв и сакаћење);
- смрт (мртва тела и органско распадање), тешке болести и катастрофе;
- видљиви знаци инфекције[7]

Горе поменути главни стимуланси гађења су слични једни другима у смислу да сви могу потенцијално да пренесу инфекције, и најчешћи су референцирани изазивачи гађења међукултурално. Због тога се верује да се гађење развило као компонента бихевиоралног имунолошког система у коме тело покушава да избегне патогене који носе болести радије него да се бори против њих након што уђу у тело. Утврђено је да овај бихејвиорални имунски систем прави свеобухватне генерализације јер је „скупље сматрати болесну особу здравом него здраву особу болесном“. Истраживачи су открили да је осетљивост на гађење у негативној корелацији са агресијом, јер осећања гађења обично изазивају потребу за повлачењем, док агресија резултира потребом за приближавањем. Ово се може објаснити у смислу сваке од врста гађења. За оне који су посебно осетљиви на морално гађење, они би желели да буду мање агресивни јер желе да избегну повреду других. Они који су посебно осетљиви на гнушање од патогена могу бити мотивисани жељом да се избегне могућност отворене ране на жртви агресије. Они који су осетљиви на сексуално гађење морају имати неки сексуални објекат присутан да би посебно избегавали агресију. На основу ових налаза, гађење се може користити као емоционално средство за смањење агресије код појединаца. Гађење може изазвати специфичне аутономне реакције, као што су смањени крвни притисак, снижени број откуцаја срца и смањена проводљивост коже, заједно са променама у респираторном понашању.
Истраживања су такође открила да људи који су осетљивији на гађење обично сматрају да је њихова сопствена група привлачнија и да имају више негативних ставова према другим групама. Ово се може објаснити претпоставком да људи почињу да повезују аутсајдере и странце са болешћу и опасностима док истовремено повезују здравље, слободу од болести и безбедност са људима сличним себи.
Ако се погледа даље у хигијену, гађење је било најјачи предиктор негативних ставова према гојазним особама. Реакција гађења према гојазним особама била је повезана и са ставовима о моралним вредностима.

### Домени гађења
Тибур, ет ал., оцртавају три домена гађења: гнушање од патогена, које „мотивише избегавање инфективних микроорганизама“; сексуално гађење, „што мотивише избегавање [опасних] сексуалних партнера и понашања“; и морално гађење, које мотивише људе да избегавају кршење друштвених норми. Гађење може имати важну улогу у одређеним облицима морала.‍:pp. 103–22
Одвратност од патогена настаје из жеље за преживљавањем, и ултиматно из страха од смрти. Он то упоређује са „имуним системом понашања“ који је „прва линија одбране“ од потенцијално смртоносних агенаса као што су мртва тела, трула храна и повраћање.‍:p. 105
Сексуално гађење произилази из жеље да се избегну „биолошки скупи партнери“ и разматрања последица одређених репродуктивних избора. Два примарна разматрања су суштински квалитет (нпр. симетрија тела, привлачност лица, итд.) и генетска компатибилност (нпр. избегавање инбридинга као што је табу инцеста).‍:p. 106
Морално гађење „односи се на друштвене преступе“ и може укључивати понашања као што су лагање, крађа, убиство и силовање. За разлику од друга два домена, морално гађење „мотивише избегавање друштвених односа са појединцима који крше норме“ јер ти односи угрожавају групну кохезију.‍:p. 107

### Родне разлике
Жене генерално пријављују веће гађење од мушкараца, посебно у вези са сексуалним гађењем или општом одбојношћу за које се тврди да је у складу са тиме да су жене селективније у погледу секса из еволуционих разлога.
Осетљивост на гађење расте током трудноће, заједно са нивоом хормона прогестерона. Научници су установили да трудноћа захтева од мајке да „олаби” свој имуни систем како ембрион у развоју не би био нападнут. Да би се заштитила мајка, ово слабљење имуног система се онда компензује појачаним осећајем гађења.
Пошто је гађење емоција са физичким одговорима на непожељне или прљаве ситуације, студије су доказале да постоје кардиоваскуларне и респираторне промене док се доживљава емоција гађења.
Као што је раније поменуто, жене доживљавају гађење израженије од мушкараца. Ово се огледа у студији о стоматолошкој фобији. Дентална фобија долази од гађења када се размишља о зубару и свему што то подразумева. 4,6 одсто жена у поређењу са 2,7 одсто мушкараца сматра да је зубар одвратан.